# Maricopa (Arizona)
Pour les articles homonymes, voir Maricopa.
Maricopa est une ville de l'état d'Arizona aux États-Unis.
C'est la deuxième ville la plus peuplée du Comté de Pinal: la population était de 44 803 habitants en 2012.

## Démographie
| 2000  | 2010   | - | - | - | - |
| ----- | ------ | - | - | - | - |
| 1 040 | 43 482 | - | - | - | - |